# Логографи (судочинство)
Логографи (грец. λογογράφοι, однина — λογογράφος, від грец. λόγος — слово, прозаїчний твір і грец. γράφω — пишу) — в Афінах (з кінця 5 століття до н. е.) складачі промов для виступу протилежних сторін у суді Давньої Греції. Готували промови на замовлення.
В житті древнього грека суд мав дуже велике значення, але він був мало схожий на сучасний суд. Інституту прокурорів не існувало, обвинувачувачем міг виступати кожен. Обвинувачений захищався сам: виступаючи перед суддями, він намагався не стільки переконати їх у своїй невинності, скільки розжалобити, повернути їх симпатії на свою сторону. Для цієї мети застосовувалися найнесподіваніші прийоми. Якщо в обвинувачуваного була сім'я, він приводив своїх дітей, і ті просили суддів помилувати їхнього батька. Якщо він був воїном — він показував рубці від ран, отримані в бою за вітчизну. Якщо він був поетом — він читав свої вірші, демонструючи своє мистецтво.
Перед величезною колегією (в Афінах число суддів сягало 500, а всього суд присяжних — геліея — до 6 000 осіб) донести до кожного суть логічних доказів було справою майже безнадійною, набагато вигідніше було будь-яким способом діяти на почуття.
В умовах заплутаного судового права судитися в Афінах було справою нелегкою, до того ж не всі володіли даром слова, щоб привернути до себе слухачів. Тому ті, хто судився зверталися до послуг логографів, людей досвідчених, а головне, володівших ораторським талантом. Логографи, ознайомившись із суттю справи, складали за плату виступи своїх клієнтів, які ті завчали напам'ять і виголошували в суді. Бували випадки, коли логограф складав промову одночасно для позивача і для відповідача, тобто в одній промові спростовував те, що стверджував у другій.

## Відомі логографи
- Антифонт
- Демосфен
- Денарх
- Ісей
- Ісократ
- Лісій